# Adam Václavík
Adam Václavík (* 18. února 1994 Jilemnice) je český reprezentant v biatlonu. Reprezentuje klub SKP Kornspitz Jablonec. Ve světovém poháru obsadil individuálně nejlépe 14. příčku. Jeho největším úspěchem je zatím stříbro ze supersprintu na Mistrovství Evropy 2020.
Zúčastnil se Zimních olympijských her 2018 v Pchjongčchangu a 2022 v Pekingu. Startoval také na několika mistrovstvích světa, poprvé v roce 2017 v Hochfilzenu. 

## Výsledky

### Olympijské hry a mistrovství světa
| Sezóna  | Akce | Místo                | SP             | SZ             | HZ             | IZ             | ŠT             | SŠT            | SZD            | Věk            |
| ------- | ---- | -------------------- | -------------- | -------------- | -------------- | -------------- | -------------- | -------------- | -------------- | -------------- |
| 2016/17 | MS   | Hochfilzen           | 34.            | 54.            | –              | –              | –              | –              | ×              | 22 let         |
| 2017/18 | ZOH  | Pchjongčchang        | 73.            | –              | –              | 67.            | –              | –              | ×              | 23 let         |
| 2019/20 | MS   | Anterselva           | 64.            | –              | –              | –              | –              | –              | –              | 25 let         |
| 2021/22 | ZOH  | Peking               | 59.            | 44.            | –              | –              | 19.            | –              | ×              | 27 let         |
| 2022/23 | MS   | Oberhof              | 24.            | 51.            | –              | 81.            | –              | –              | –              | 28 let         |
| 2023/24 | MS   | Nové Město na Moravě | nezúčastnil se | nezúčastnil se | nezúčastnil se | nezúčastnil se | nezúčastnil se | nezúčastnil se | nezúčastnil se | nezúčastnil se |
| 2024/25 | MS   | Lenzerheide          | 74.            | –              | –              | –              | –              | –              | –              | 30 let         |

Poznámka: Výsledky z olympijských her se do hodnocení světového poháru nezapočítávají, výsledky z mistrovství světa se dříve započítávaly, od mistrovství světa v roce 2023 se nezapočítávají.

### Světový pohár

#### Sezóna 2015/2016
| ČSP              | Místo            | SP            | SZ          | HZ          | IZ          | ŠT          | SŠT         | SZD         | STŘ         |
| ---------------- | ---------------- | ------------- | ----------- | ----------- | ----------- | ----------- | ----------- | ----------- | ----------- |
| 4.               | Ruhpolding       | 75.           | –           | –           | –           | –           | –           | –           | 70 %        |
| 5.               | Ruhpolding       | –             | –           | –           | 41.         | –           | –           | –           | 80 %        |
| 6.               | Anterselva       | 55.           | 49.         | –           | –           | –           | –           | –           | 73 %        |
| 7.               | Canmore          | nestartoval   | nestartoval | nestartoval | nestartoval | nestartoval | nestartoval | nestartoval | nestartoval |
| 8.               | Presque Isle     | nestartoval   | nestartoval | nestartoval | nestartoval | nestartoval | nestartoval | nestartoval | nestartoval |
| 9.               | Chanty-Mansijsk  | 72.           | –           | –           | –           | –           | –           | –           | 50 %        |
| Celkové umístění | Celkové umístění | nkl.          | nkl.        | –           | nkl.        | –           | –           | –           | 71 %        |
| Celkové umístění | Celkové umístění | 0 bodů (nkl.) |             |             |             | –           | –           | –           | 71 %        |

#### Sezóna 2016/2017
| ČSP              | Místo                | SP            | SZ  | HZ | IZ   | ŠT  | SŠT | SZD | STŘ  |
| ---------------- | -------------------- | ------------- | --- | -- | ---- | --- | --- | --- | ---- |
| 1.               | Östersund            | 55.           | 42. | –  | 95.  | –   | –   | –   |      |
| 2.               | Pokljuka             | 50.           | 50. | –  | –    |     | –   | –   |      |
| 3.               | Nové Město na Moravě | –             | –   | –  | –    | –   | –   | –   |      |
| 4.               | Oberhof              | 17.           | 33. | –  | –    | –   | –   | –   |      |
| 5.               | Ruhpolding           | 39.           | 40. | –  | –    |     | –   | –   |      |
| 6.               | Anterselva           | –             | –   | –  | 70.  | 13. | –   | –   |      |
| 7.               | Pchjongčchang        | 43.           | 58. | –  | –    | –   | –   | –   |      |
| 8.               | Kontiolahti          | 64.           | –   | –  | –    | –   | –   | –   |      |
| 9.               | Holmenkollen         | 56.           | 45. |    | –    | –   | –   | –   |      |
| Celkové umístění | Celkové umístění     | 54.           | 70. | –  | nkl. | 7.  | –   | –   | 69 % |
| Celkové umístění | Celkové umístění     | 42 bodů (68.) |     |    |      | 7.  | –   | –   | 69 % |

#### Sezóna 2017/2018
| ČSP              | Místo            | SP             | SZ             | HZ             | IZ             | ŠT             | SŠT            | SZD            | STŘ            |
| ---------------- | ---------------- | -------------- | -------------- | -------------- | -------------- | -------------- | -------------- | -------------- | -------------- |
| 1.               | Östersund        | nestartoval    | nestartoval    | nestartoval    | nestartoval    | nestartoval    | nestartoval    | nestartoval    | nestartoval    |
| 2.               | Hochfilzen       | 59.            | 47.            | –              | –              | 18.            | –              | –              |                |
| 3.               | Annecy           | 84.            | –              | –              | –              | –              | –              | –              |                |
| 4.               | Oberhof          | 75.            | –              | –              | –              | –              | –              | –              |                |
| 5.               | Ruhpolding       | –              | –              | –              | 71.            | –              | –              | –              |                |
| 6.               | Anterselva       | 58.            | 34.            | –              | –              | –              | –              | –              |                |
| 7.               | Kontiolahti      | 44.            | –              | –              | –              | –              | 14.            | –              |                |
| 8.               | Holmenkollen     | 90.            | –              | –              | –              | 10.            | –              | –              |                |
| 9.               | Ťumeň            | nezúčastnil se | nezúčastnil se | nezúčastnil se | nezúčastnil se | nezúčastnil se | nezúčastnil se | nezúčastnil se | nezúčastnil se |
| Celkové umístění | Celkové umístění | –              | 70.            | –              | –              | –              | 13.            | 13.            | 68 %           |
| Celkové umístění | Celkové umístění | 7 bodů (91.)   |                |                |                | –              | 13.            | 13.            | 68 %           |

#### Sezóna 2018/2019
| ČSP              | Místo            | SP            | SZ          | HZ          | IZ          | ŠT          | SŠT         | SZD         | STŘ         |
| ---------------- | ---------------- | ------------- | ----------- | ----------- | ----------- | ----------- | ----------- | ----------- | ----------- |
| 1.               | Pokljuka         | 69.           | –           | –           | 85.         | –           | –           | –           |             |
| 2.               | Hochfilzen       | 86.           | –           | –           | –           | –           | –           | –           |             |
| 3.               | Nové Město       | 86.           | –           | –           | –           | –           | –           | –           |             |
| 4.               | Oberhof          | nestartoval   | nestartoval | nestartoval | nestartoval | nestartoval | nestartoval | nestartoval | nestartoval |
| 5.               | Ruhpolding       | nestartoval   | nestartoval | nestartoval | nestartoval | nestartoval | nestartoval | nestartoval | nestartoval |
| 6.               | Anterselva       | 79.           | –           | –           | –           | –           | –           | –           |             |
| 7.               | Canmore          | –             | –           | –           | 77.         | 6.          | –           | –           |             |
| 8.               | Soldier Hollow   | nestartoval   | nestartoval | nestartoval | nestartoval | nestartoval | nestartoval | nestartoval | nestartoval |
| 9.               | Holmenkollen     |               |             |             | –           | –           | –           | –           |             |
| Celkové umístění | Celkové umístění | nkl.          | –           | –           | nkl.        | 7.          | –           | –           | 66 %        |
| Celkové umístění | Celkové umístění | 0 bodů (nkl.) |             |             |             | 7.          | –           | –           | 66 %        |

#### Sezóna 2019/2020
| ČSP              | Místo                | SP            | SZ          | HZ          | IZ          | ŠT          | SŠT         | SZD         | STŘ         |
| ---------------- | -------------------- | ------------- | ----------- | ----------- | ----------- | ----------- | ----------- | ----------- | ----------- |
| 1.               | Östersund            | 26.           | –           | –           | 76.         | –           | –           | –           |             |
| 2.               | Hochfilzen           | 94.           | –           | –           | –           | 5.          | –           | –           |             |
| 3.               | Annecy               | 37.           | 41.         | –           | –           | –           | –           | –           |             |
| 4.               | Oberhof              | nestartoval   | nestartoval | nestartoval | nestartoval | nestartoval | nestartoval | nestartoval | nestartoval |
| 5.               | Ruhpolding           | nestartoval   | nestartoval | nestartoval | nestartoval | nestartoval | nestartoval | nestartoval | nestartoval |
| 6.               | Pokljuka             | –             | –           | –           | 77.         | –           | –           | –           |             |
| 7.               | Nové Město na Moravě | 77.           | –           | –           | –           | –           | –           | –           |             |
| 8.               | Kontiolahti          | 52.           | 30.         | –           | –           | –           | zrušeno     | zrušeno     |             |
| 9.               | Holmenkollen         | zrušeno       | zrušeno     | zrušeno     | zrušeno     | zrušeno     | zrušeno     | zrušeno     | zrušeno     |
| Celkové umístění | Celkové umístění     | 63.           | 60.         | –           | (nkl.)      | 11.         | –           | –           | 74 %        |
| Celkové umístění | Celkové umístění     | 30 bodů (70.) |             |             |             | 11.         | –           | –           | 74 %        |

#### Sezóna 2020/2021
| ČSP              | Místo                    | SP            | SZ          | HZ          | IZ          | ŠT          | SŠT         | SZD         | STŘ         |
| ---------------- | ------------------------ | ------------- | ----------- | ----------- | ----------- | ----------- | ----------- | ----------- | ----------- |
| 1.               | Kontiolahti              | 82.           | –           | –           | 45.         | –           | –           | –           | 74 %        |
| 2.               | Kontiolahti (2)          | 62.           | –           | –           | –           | –           | –           | –           | 80 %        |
| 3.               | Hochfilzen               | 79.           | –           | –           | –           | –           | –           | –           | 60 %        |
| 4.               | Hochfilzen (2)           | 49.           | 52.         | –           | –           | –           | –           | –           | 77 %        |
| 5.               | Oberhof                  | nestartoval   | nestartoval | nestartoval | nestartoval | nestartoval | nestartoval | nestartoval | nestartoval |
| 6.               | Oberhof (2)              | nestartoval   | nestartoval | nestartoval | nestartoval | nestartoval | nestartoval | nestartoval | nestartoval |
| 7.               | Anterselva               | nestartoval   | nestartoval | nestartoval | nestartoval | nestartoval | nestartoval | nestartoval | nestartoval |
| 8.               | Nové Město na Moravě     | 80.           | –           | –           | –           | 10.         | –           | –           | 70 %        |
| 9.               | Nové Město na Moravě (2) | nestartoval   | nestartoval | nestartoval | nestartoval | nestartoval | nestartoval | nestartoval | nestartoval |
| 10.              | Östersund                | 80.           | –           | –           | –           | –           | –           | –           | 70 %        |
| Celkové umístění | Celkové umístění         | nkl.          | nkl.        | –           | nkl.        | 10.         | –           | –           | 72%         |
| Celkové umístění | Celkové umístění         | 0 bodů (nkl.) |             |             |             | 10.         | –           | –           | 72%         |

#### Sezóna 2021/2022
| ČSP              | Místo             | SP            | SZ  | HZ  | IZ   | ŠT  | SŠT | SZD | STŘ  |
| ---------------- | ----------------- | ------------- | --- | --- | ---- | --- | --- | --- | ---- |
| 1.               | Östersund         | 104.          | –   | –   | 97.  | –   | –   | –   | 63 % |
| 2.               | Östersund (2)     | 68.           | –   | –   | –    | 11. | –   | –   | 68 % |
| 3.               | Hochfilzen        | 71.           | –   | –   | –    | 9.  | –   | –   | 65 % |
| 4.               | Annecy            | 82.           | –   | –   | –    | –   | –   | –   | 60 % |
| 5.               | Oberhof           | 36.           | 44. | –   | –    | –   | –   | 12. | 75 % |
| 6.               | Ruhpolding        | 34.           | 24. | –   | –    | 18. | –   | –   | 73 % |
| 7.               | Anterselva        | –             | –   | –   | 58.  | 15. | –   | –   | 65 % |
| 8.               | Kontiolahti       | 39.           | 27. | –   | –    | 14. | –   | –   | 72 % |
| 9.               | Otepää            | 69.           | –   | –   | –    | –   | –   | –   | 50 % |
| 10.              | Holmenkollen-Oslo | 21.           | 24. | 28. | –    | –   | –   | –   | 78 % |
| Celkové umístění | Celkové umístění  | 62.           | 40. | 44. | nkl. | 14. | 7.  | 7.  | 72 % |
| Celkové umístění | Celkové umístění  | 88 bodů (52.) |     |     |      | 14. | 7.  | 7.  | 72 % |

#### Sezóna 2022/2023
| ČSP              | Místo                | SP           | SZ          | HZ          | IZ          | ŠT          | SŠT         | SZD         | STŘ         |
| ---------------- | -------------------- | ------------ | ----------- | ----------- | ----------- | ----------- | ----------- | ----------- | ----------- |
| 1.               | Kontiolahti          | nestartoval  | nestartoval | nestartoval | nestartoval | nestartoval | nestartoval | nestartoval | nestartoval |
| 2.               | Hochfilzen           | nestartoval  | nestartoval | nestartoval | nestartoval | nestartoval | nestartoval | nestartoval | nestartoval |
| 3.               | Annecy               | nestartoval  | nestartoval | nestartoval | nestartoval | nestartoval | nestartoval | nestartoval | nestartoval |
| 4.               | Pokljuka             | 48.          | 50.         | –           | –           | –           | –           | 15.         | 59 %        |
| 5.               | Ruhpolding           | –            | –           | –           | 63.         | 15.         | –           | –           | 66 %        |
| 6.               | Anterselva           | 51.          | 46.         | –           | –           | 6.          | –           | –           | 70 %        |
| 7.               | Nové Město na Moravě | 36.          | 49.         | –           | –           | –           | –           | –           | 67 %        |
| 8.               | Östersund            | –            | –           | –           | 48.         | –           | –           | –           | 70 %        |
| 9.               | Holmenkollen         | 39.          | 46.         | –           | –           | –           | –           | –           | 77 %        |
| Celkové umístění | Celkové umístění     | 79.          | –           | –           | –           | 8.          | 10.         | 10.         | 67 %        |
| Celkové umístění | Celkové umístění     | 7 bodů (90.) |             |             |             | 8.          | 10.         | 10.         | 67 %        |

#### Sezóna 2023/2024
| ČSP              | Místo             | SP            | SZ          | HZ          | IZ          | ŠT          | SŠT         | SZD         |
| ---------------- | ----------------- | ------------- | ----------- | ----------- | ----------- | ----------- | ----------- | ----------- |
| 1.               | Östersund         | 54.           | 34.         | ×           | 59.         | 10.         | –           | –           |
| 2.               | Hochfilzen        | 33.           | 43.         | ×           | ×           | 12.         | ×           | ×           |
| 3.               | Lenzerheide       | nestartoval   | nestartoval | nestartoval | nestartoval | nestartoval | nestartoval | nestartoval |
| 4.               | Oberhof           | nestartoval   | nestartoval | nestartoval | nestartoval | nestartoval | nestartoval | nestartoval |
| 5.               | Ruhpolding        | nestartoval   | nestartoval | nestartoval | nestartoval | nestartoval | nestartoval | nestartoval |
| 6.               | Anterselva        | ×             | ×           | –           | 72.         | ×           | –           | –           |
| 8.               | Oslo-Holmenkollen | nestartoval   | nestartoval | nestartoval | nestartoval | nestartoval | nestartoval | nestartoval |
| 9.               | Soldier Hollow    | nestartoval   | nestartoval | nestartoval | nestartoval | nestartoval | nestartoval | nestartoval |
| 10.              | Canmore           | nestartoval   | nestartoval | nestartoval | nestartoval | nestartoval | nestartoval | nestartoval |
| Celkové umístění | Celkové umístění  | 63.           | 66.         | nkl.        | nkl.        | 9.          | 9.          | 9.          |
| Celkové umístění | Celkové umístění  | 15 bodů (74.) |             |             |             | 9.          | 9.          | 9.          |

#### Sezóna 2024/2025
| ČSP              | Místo                | SP            | SZ          | HZ          | IZ          | ŠT          | SŠT         | SZD         |
| ---------------- | -------------------- | ------------- | ----------- | ----------- | ----------- | ----------- | ----------- | ----------- |
| 1.               | Kontiolahti          | nestartoval   | nestartoval | nestartoval | nestartoval | nestartoval | nestartoval | nestartoval |
| 2.               | Hochfilzen           | nestartoval   | nestartoval | nestartoval | nestartoval | nestartoval | nestartoval | nestartoval |
| 3.               | Annecy               | nestartoval   | nestartoval | nestartoval | nestartoval | nestartoval | nestartoval | nestartoval |
| 4.               | Oberhof              | 19.           | 35.         | ×           | ×           | ×           | 8.          | –           |
| 5.               | Ruhpolding           | ×             | ×           | –           | 71.         | 7.          | ×           | ×           |
| 6.               | Anterselva           | 57.           | DNS         | ×           | ×           | 6.          | ×           | ×           |
| 7.               | Nové Město na Moravě | 79.           | –           | ×           | ×           | –           | ×           | ×           |
| 8.               | Pokljuka             | ×             | ×           | 29.         | 14.         | ×           | –           | –           |
| 9.               | Oslo-Holmenkollen    | nestartoval   | nestartoval | nestartoval | nestartoval | nestartoval | nestartoval | nestartoval |
| Celkové umístění | Celkové umístění     | 52.           | 65.         | 47.         | 38.         | 8.          | 11.         | 11.         |
| Celkové umístění | Celkové umístění     | 59 bodů (54.) |             |             |             | 8.          | 11.         | 11.         |

### Juniorská mistrovství
Zúčastnil se čtyř juniorských šampionátů v biatlonu. Nejlepším individuálním výsledkem jsou pro něj dvě 7. místa ze šampionátu v běloruském Minsku v roce 2015, která obsadil ve sprintu a ve vytrvalostním závodě. Se štafetou obsadil dvakrát šestou pozici.
| Sezóna  | D   | Místo        | SP  | SZ  | IZ  | ŠT | Věk    |
| ------- | --- | ------------ | --- | --- | --- | -- | ------ |
| 2011/12 | MSJ | Kontiolahti  | 37. | 35. | 48. | –  | 18 let |
| 2012/13 | MSJ | Obertilliach | 29. | 12. | 17. | 6. | 18 let |
| 2013/14 | MSJ | Presque Isle | 22. | 23. | 17. | 9. | 20 let |
| 2014/15 | MSJ | Minsk        | 7.  | 10. | 7.  | 6. | 21 let |